# Corriente del Atlántico Sur

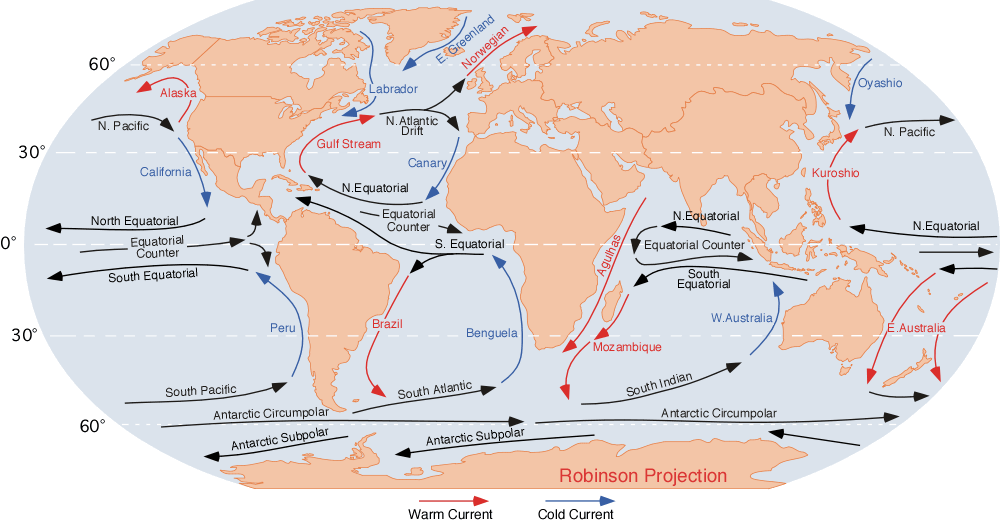
Corrientes oceánicas mundiales, entre las que se encuentra la corriente del Atlántico Sur.

La corriente del Atlántico Sur es una corriente oceánica que fluye en dirección este, alimentada por la corriente del Brasil. Esa fracción de la misma que alcanza la costa africana alimenta la corriente de Benguela. Tiene una continuación con el borde septentrional de la Deriva del Viento del Oeste. 
La navegación es usualmente más fácil y de esta manera más segura en la zona de la corriente del Atlántico Sur que en la deriva del Viento del Oeste, aunque también más lenta.